# Club Polideportivo Ejido
El Polideportivo Ejido va ser un club de futbol espanyol, de la ciutat d'El Ejido, a la província d'Almeria (Andalusia). Va ser fundat el 1969 i va desaparèixer el 2012.
Disputava els seus partits a l'Estadi Municipal Santo Domingo, inaugurat el 2001 i amb capacitat per a 7.870 espectadors. Anteriorment, l'equip jugava al vell estadi Municipal Santo Domingo.

## Dades del club
- Temporades a Primera divisió: 0
- Temporades a Segona divisió: 6
- Temporades a Segona divisió B: 5
- Temporades a Tercera divisió: 9
- Millor posició a la lliga: 13é (Segona divisió temporades 2002/03 i 2004/05)

### Temporades
| Temporada | Divisió      | Posició | Copa del Rei     |
| --------- | ------------ | ------- | ---------------- |
| 1969–87   | Regional     | —       |                  |
| 1987/88   | 3a Divisió   | 3r      |                  |
| 1988/89   | 3a Divisió   | 7è      |                  |
| 1989/90   | 3a Divisió   | 3r      |                  |
| 1990/91   | 3a Divisió   | 2n      |                  |
| 1991/92   | 2a Divisió B | 5è      |                  |
| 1992/93   | 2a Divisió B | 14è     |                  |
| 1993/94   | 2a Divisió B | 17è     |                  |
| 1994/95   | 3a Divisió   | 3r      |                  |
| 1995/96   | 3a Divisió   | 1r      |                  |
| 1996/97   | 2a Divisió B | 17è     |                  |
| 1997/98   | 3a Divisió   | 2n      |                  |
| 1998/99   | 3a Divisió   | 2n      |                  |
| 1999/00   | 3a Divisió   | 1r      |                  |
| 2000/01   | 2a Divisió B | 2n      |                  |
| 2001/02   | 2a Divisió   | 18è     |                  |
| 2002/03   | 2a Divisió   | 13è     |                  |
| 2003/04   | 2a Divisió   | 18è     |                  |
| 2004/05   | 2a Divisió   | 13è     |                  |
| 2005/06   | 2a Divisió   | 15è     |                  |
| 2006/07   | 2a Divisió   | 11è     |                  |
| 2007/08   | 2a Divisió   | 22n     |                  |
| 2008/09   | 2a Divisió B | 3r      | Vuitens de final |
| 2009/10   | 2a Divisió B | 4t      |                  |
| 2010/11   | 2a Divisió B | 14è     | Setzens de final |
| 2011/12   | 2a Divisió B | abd     |                  |

## Jugadors destacats
Nota: la llista inclou jugadors que hagin disputat u mínim de 100 partits de lliga i/o hagin estat internacionals.
| - Marc Bernaus - Ildefons Lima - Mariano Toedtli - José Bello Amigo - Avimiled Rivas - Jurica Vučko - László Éger - Antonio de Nigris - Gerardo Torrado - Stephen Sunday - Mirosław Trzeciak | - José Calado - Carlos García Badías - Bogdan Mara - Dennis Şerban - Risto Vidaković - Kike Burgos - Marcelino Elena - Carles Llorens - Víctor Salas - Pedro Vega - Félix Hernández |

## Palmarès
- Sense títols